# Adine Masson
Pour les articles homonymes, voir Masson.
Françoise Masson, dite Adine Masson, est une joueuse de tennis française de la fin du XIXe siècle et du début du XXe siècle.

## Biographie
Adine Masson est la fille d'Armand Masson, le fondateur d'origine canadienne du Tennis club de Paris.
Elle est la première gagnante du championnat de France de tennis en 1897. Elle conserve automatiquement son titre les deux années suivantes, faute de concurrentes pour le contester. Elle s'impose également en 1902 et 1903. En 1904, elle atteint à nouveau la finale où elle est dominée par Kate Gillou. En 1907, elle s'impose lors de la première édition du double dames des championnats de France avec Yvonne de Pfeffel.
Elle remporte également à six reprises les Internationaux de France de tennis en salle.
Dans les années 1920, elle est impliquée dans l'organisation de tournois de tennis.

## Palmarès (partiel)

### Titres en simple dames
| No | Date       | Nom et lieu du tournoi       | Catégorie | Surface      | Finaliste   | Score         |          |
| -- | ---------- | ---------------------------- | --------- | ------------ | ----------- | ------------- | -------- |
| 1  | 23-06-1897 | Championnat de France, Paris |           | Terre (ext.) | P. Girod    | 6-3, 6-1      | Parcours |
| 2  | ??-05-1898 | Championnat de France, Paris |           | Terre (ext.) | NC          | NC            | Parcours |
| 3  | ??-05-1899 | Championnat de France, Paris |           | Terre (ext.) | NC          | NC            | Parcours |
| 4  | 18-06-1902 | Championnat de France, Paris |           | Terre (ext.) | P. Girod    | 6-0, 6-1      | Parcours |
| 5  | ??-05-1903 | Championnat de France, Paris |           | Terre (ext.) | Kate Gillou | 6-0, 6-8, 6-0 | Parcours |

### Finale en simple dames
| No | Date       | Nom et lieu du tournoi       | Catégorie | Surface      | Vainqueure  | Score |          |
| -- | ---------- | ---------------------------- | --------- | ------------ | ----------- | ----- | -------- |
| 1  | ??-05-1904 | Championnat de France, Paris |           | Terre (ext.) | Kate Gillou | NC    | Parcours |

### Titre en double dames
| No | Date       | Nom et lieu du tournoi      | Catégorie | Surface      | Partenaire        | Finalistes | Score |          |
| -- | ---------- | --------------------------- | --------- | ------------ | ----------------- | ---------- | ----- | -------- |
| 1  | ??-05-1907 | Championnat de France Paris |           | Terre (ext.) | Yvonne de Pfeffel | NC         | NC    | Parcours |

### Finale en double mixte
| No | Date       | Nom et lieu du tournoi      | Catégorie | Surface      | Vainqueures                    | Partenaire   | Score |          |
| -- | ---------- | --------------------------- | --------- | ------------ | ------------------------------ | ------------ | ----- | -------- |
| 1  | 18-06-1902 | Championnat de France Paris |           | Terre (ext.) | Yvonne Prévost Réginald Forbes | Willy Masson | NC    | Parcours |